# Bat Pat
Bat Pat es una colección de libros infantiles protagonizada por un pequeño murciélago que aspira a ser escritor de misterio y trabaja como detective. Esta editada en Italia por ediciones Piemme y en España por Montena. Los diferentes autores de los libros, como por ejemplo Roberto Pavanello, se agrupan bajo el seudónimo de Bat Pat, el protagonista y narrador.
Varios de los libros de la colección incluyen juegos y pasatiempos. 

## Personajes
- Bat Pat: es un pequeño murciélago de color violeta con grandes orejas que vive en la cripta de un cementerio y se dedica a escribir libros escalofriantes sobre brujas, fantasmas, monstruos y vampiros. Hace poco se ha visto obligado a aceptar un trabajo mucho más arriesgado: hacer de detective junto a sus tres amigos humanos.
- Rebecca: es una valiente niña pelirroja de 8 años. Es muy intuitiva y adora las serpientes, arañas y demás bichos. Su frase preferida es "¡andando!"
- Leo: es un niño rubio de 9 años. Es muy hablador y nunca se está callado, excepto cuando le da uno de sus ataques de miedo. Su hora favorita es la de la merienda.
- Martin: es un niño con gafas de 10 años. Es todo un intelectual, pero algo soberbio. Muchas veces se toma pausas para reflexionar.
- Tío Charlie: es su excéntrico tío, ha viajado por todo el mundo y tiene su casa llena de artefactos que ha recopilado en sus viajes.[2]

## Títulos de la colección
- 1- El tesoro del cementerio[3]
- 2- Brujas a medianoche.
- 3- La abuela de Tutankamón.
- 4- El pirata Dientedeoro.
- 5- El monstruo de las cloacas.
- 6- El vampiro bailarín .
- 7- El mamut friolero.
- 8- El fantasma del doctor Tufo.
- 9- Los trolls cabezudos.
- 10- Un hombre lobo chiflado.
- 11- Los zombies atléticos.
- 12- La isla de las sirenas.
- 13- Los monstruos acuáticos.
- 14- La casa embrujada.
- 15- Nunca bromees con un samurái.
- 16- El superrobot hambriento.
- 17- El escritor fantasma.
- 18- El retorno del esqueleto.
- 19- El último orco.
- 20- El abominable puerco de las nieves.
- 21- El Abrazo Del Tentáculo
- 22- El Gran Gruñón de la Selva
- 23- El Despertar de las Gárgolas
- 24- Perro ladrador, lío asegurado
- 25- La Comedora de mosquitos
- 26- Un lío De Ocho Patas
- 27- Hombrecillos Verdes Al Poder
- 28- Liberad Al Monstruo
- 29- El Cíclope Gafotas
- 30- Rayos Y Bellotas
- 31- El Parque Encantado
- 32- El Gatito De Altamira
- 33- Una Fierecilla Indomable
- 34- El Gigante Huesudo
- 35- Medusa A La Vista
- 36- El Fantasma De Los Mares
- 37- Cucarachas Mutantes
- 38- Naufragio en la Isla Colmillo
- 39- El Metro Fantasma
- 40- Una Sirena Enamorada
- 41- La biblioteca chamuscada
- 42- Una fiesta monstruosa
- 43- El retorno del pirata Dientedeoro.

## Series relacionadas
El mismo equipo de trabajo ha producido la secuela Trío Beta con temática similar pero esta vez protagonizada por tres chicas-murciélago:
- Bianca: es la hermana de Bat Pat. También quiere ser escritora.
- Bea: es una murcielaga pelirroja muy deportista y con madera de líder.
- Becky: es una murcielaga rubia muy pendiente de los detalles.
- Sam Sherlock: la niña a la que el Trío Beta ayuda en sus pesquisas ya que es ella quien tiene que encargarse de resolver los casos de la agencia de detectives propiedad de su despistado padre.